# Aït Oumalou (Maroc)
 (avril 2025).
Améliorez-le ou discutez des points à vérifier. 
Ne doit pas être confondu avec Aït Oumalou (Algérie).
Les Aït Oumalou, selon le géographe Al Idrissi, désignent une partie des berbères qui peuplaient le contrefort du Moyen Atlas central, dans une région historiquement connue sous le nom de Fazaz.
Ils ne doivent pas être confondus avec les Aït Oumalou (Algérie), une tribu kabyle d’Algérie, ni avec les Aït Atta n’Oumalou du sud-est marocain.

## Étymologie et géographie
Le mot Amalou (pluriel : Imoula) signifie « ombre » en langue amazighe. Il désigne les populations vivant sur le versant ombragé du Moyen Atlas central, dans un environnement escarpé, boisé, difficile d’accès et au climat rigoureux. Ce cadre naturel aurait forgé un tempérament réputé tenace et indépendant chez les Aït Oumalou.

## Histoire
Le premier à mentionner le terme Aït Oumalou est le géographe marocain Al Idrissi, qui désigne par ce nom un ensemble de peuples amazighs de même souche occupant un vaste territoire compris entre Tadla au sud et Sefrou au nord. Il reste difficile de délimiter précisément l’aire géographique qu’ils occupaient, ainsi que la composition exacte des confédérations tribales qui leur étaient associées.
L’histoire de cette confédération est peu documentée, mais elle fut confrontée à plusieurs vagues d’attaques dès le XIe siècle, d’abord par les Almoravides, puis par les sultans de la dynastie alaouite, notamment Moulay Yazid, Moulay Ismaïl et son fils Abdallah ben Ismaïl.
Ces campagnes militaires s’inscrivaient dans un contexte de lutte contre l’influence croissante de la Zaouïa de Dila, dirigée par le marabout Boubker Amhaouche, figure religieuse et politique majeure du Moyen Atlas à cette époque.

## Organisation sociale
Dans la société amazighe, le terme de « confédération » désigne un regroupement de tribus, sans nécessairement de lien d’origine commun ni de structure administrative stable. Ces alliances tribales étaient souvent influencées par des facteurs politiques extérieurs : autorité des sultans, influence des zaouïas, ou ambitions de chefs locaux comme Mouha Ou Hammou Zayani.
Les confédérations étaient donc mouvantes, et leur composition pouvait varier selon les circonstances politiques.

## Principales confédérations associées aux Aït Oumalou
Il est difficile d’établir une classification rigide des tribus relevant de cette confédération, mais plusieurs grands groupes tribaux sont historiquement associés à cette région :

### Confédération des Zayanes
- Tribu des Aït Hakki

### Confédération des Aït Sgougou
Confédération sanhadjienne occupant un territoire allant des sources de l’Oum Errabiâ jusqu’aux confins d’Oulmès. Elle est voisine :
- au sud et sud-ouest : des Zayanes
- au nord et à l’est : des Aït M'Guild
- à l’extrême nord-ouest : des Zemmours

### Confédération des Aït M'Guild (ou Beni M'Guild)
Grande tribu amazighe occupant une zone allant de la vallée de la Haute Moulouya jusqu’aux plateaux au sud de Meknès.

### Confédération des Aït Youssi
Voir Aire géographique des Aït Youssi.

### Confédération des Aït Idrassen
Inclut plusieurs sous-tribus, dont :
- Mejjat (Imejadh)
- Aït Ndhir (ou Beni M'Tir), divisée en deux moitiés et cinq cinquièmes :

```
 - 
1
er
 cinquième :
   * 
Aït Ayache

   * Aït Bourzouïne
   * Aït Lahsen ou Ch'aib
   * Aït Sliman
   * Iqeddaren
 - 
2
e
 cinquième :
   * Aït Boubidmane
   * Aït Hammad
   * Aït Harzellah
   * Aït Naâmane
   * Aït Ouallal (des Aït Atta)
   * Aït Ourtindi
   * 
Aït Sadden

   * Aït Imour (des Zayanes)
[
8
]
```

### Confédération des Guerrouanes (ou Iguerouane)
Composée des sous-tribus :
- Aït Ali Ou Daoud
- Aït Msafer
- Aït Mahdi
- Aït Izarraren
- Aït Tsidi
- Aït Saïd ou Moussa
- Igourramen
- Aït Abdesslam
- Aït Ali ou Moussa
- Aït Berrechni

### Confédération des Aït Roboa
Présents à Beni Mellal et Kasba Tadla.

### Confédération des Aït Seri
Capitale : El Ksiba, théâtre d’un massacre par les troupes du colonel Charles Mangin en 1912–1913.

### Confédération des Zemmours
Capitale : Khémisset. Certaines tribus zayanes, comme les Aït Ammer, y furent rattachées durant la colonisation. Composée de :
- Kabliyine
- Aït Hakem
- Haouderrane
- Aït Ouribele
- Aït Jbel-Doum
- Messarhra
- Aït Zekri
- Aït Ameur